# Six-Technik

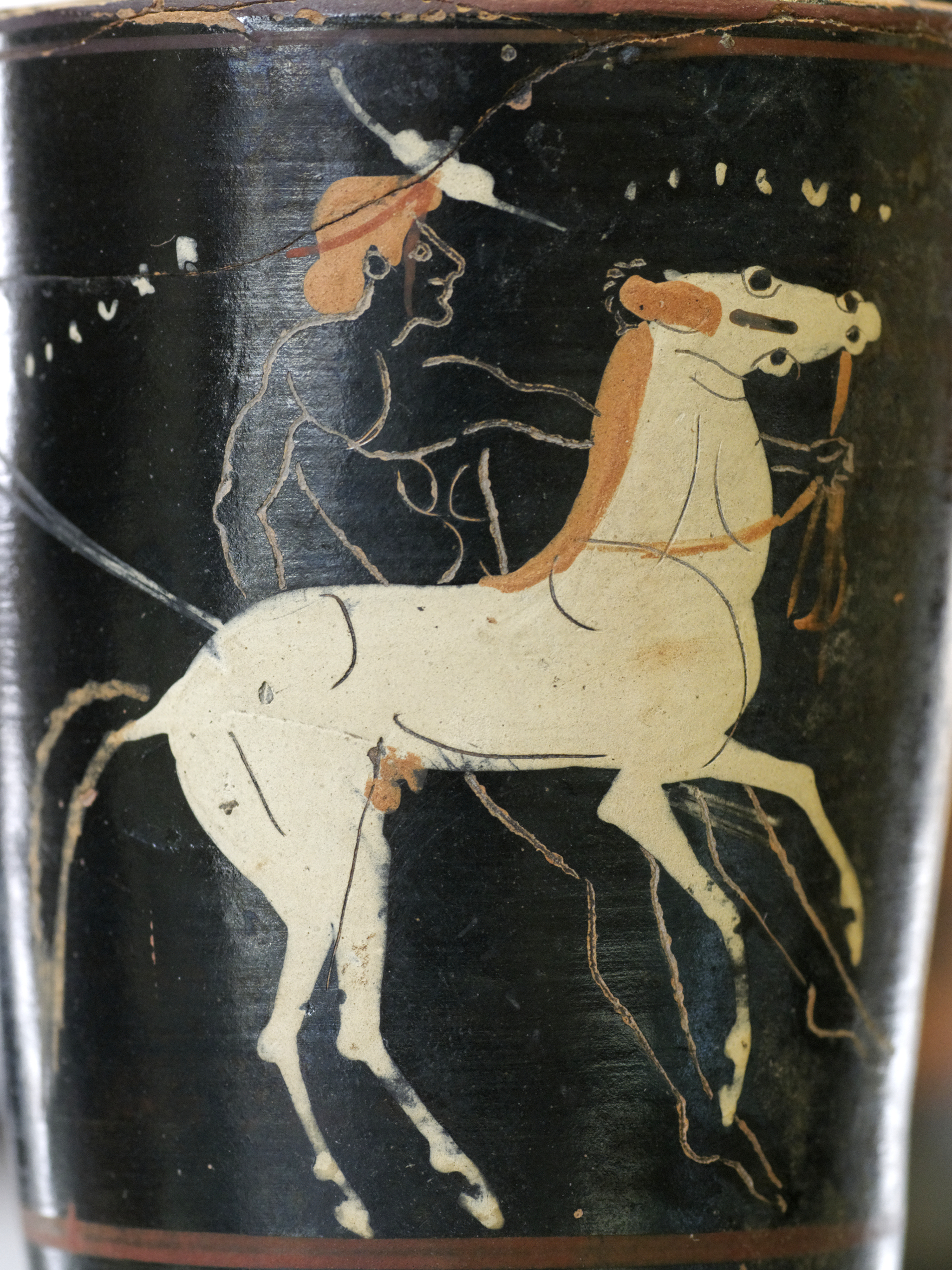
Lekythos des Diosphos-Malers in der Six-Technik; heute im Cabinet des Médailles, Paris (De Ridder 493)

Die Six-Technik, auch Sixsche Technik, ist eine Sonderform der griechischen Vasenmalerei. Bei dieser Malweise wurden auf den schwarzen Tonschlicker vor dem Brennen der Gefäße die Figuren in matten Farben – weiß, braun und rot – sowie durch Ritzungen aufgetragen. Diese Technik ist die genaue Umkehrung der schwarzfigurigen Vasenmalerei, unterscheidet sich in der Ausführung dennoch erheblich von der rotfigurigen Vasenmalerei.
Ursprünglich wurde die Sixsche Technik nur bei kleineren Vasen angewendet, gegen Ende des 6. Jahrhunderts v. Chr. führte wahrscheinlich der Töpfer Nikosthenes die Technik in seiner Werkstatt auch für größere Bildträger ein.
Benannt ist diese Technik nach dem niederländischen Archäologen Jan Six.

## Vorgehensweise
Im Gegensatz zur rein schwarzfigurigen Technik wurden die Linien bei der Six-Technik nicht immer von der überdeckenden Farbe bis zum Ton eingeritzt. Man bemalte die Vasen in dieser Technik erst in weiß, später in anderen Farben (vor dem Brennvorgang). Die Linien (Six-Technik) wurden, wenn überhaupt, bereits vor dem Brennen eingeritzt. Rein schwarzfigurige Technik (Einritzen bis zum Sichtbarwerden des Tons) hinterlässt gröbere Ränder, die Linien wurden geradlinig eingeritzt und gehen unter die Farbe, so dass der darunterliegende Ton sichtbar wird. Bei der Six-Technik sind diese eingeritzten, „groben“ Ränder nicht vorhanden. Sie sind glatt und die Glasierung wirkt nicht „durchbrochen“, was verschiedene Möglichkeiten ergibt, dass sie:
1. nicht geritzt, sondern nur vorbemalt und nach dem Brennvorgang fertig bemalt wurden,
2. bereits vor dem Brennvorgang eingeritzt wurden, d. h. entweder wurde in die noch feuchte „Farbe“ (den Tonschlicker/Glanzton) die Linien sanft eingeritzt, oder,
3. man ritzte die Vasen vorher tief genug ein, bevor man den schwarzen Glanzton auftrug. Dieser schwarze Glanzton füllte daraufhin die vorgeritzten Linien nicht vollkommen aus, d. h. die vorgeritzten Linien waren nach dem Brennvorgang sichtbar, wobei man auch so tief ritzen konnte, dass die Tongrundfarbe sichtbar wurde. Danach wurden diese Linien bzw. Umrisszeichnungen mit Farbe ausgefüllt und fertig bemalt (Polychromie). Dies hatte allerdings zur Folge, dass die Farben, wenn sie abblättern oder beschädigt werden, den darunterliegenden schwarzen Glanzton freilegen. Zudem gibt es auch Ausnahmen dergestalt, dass beispielsweise keine Ritzungen, sondern nur Bemalungen vorgenommen wurden.